# Pastel Jan
Pastel Jan (パステルじゃん Pasuterujan?) es un videojuego de la saga TwinBee para teléfonos móviles desarrollado por Konami y publicado en 5 de junio de 2002. Se basa en el juego del piedra, papel o tijera, con la presencia de Pastel. Siendo la duodécima entrega en la saga.

## Personajes
- Pastel